# Xanthopimpla chiuae
Xanthopimpla chiuae (лат.) — вид перепончатокрылых наездников-ихневмонид рода Xanthopimpla из подсемейства Pimplinae (Ichneumonidae). Назван в честь энтомолога Dr Shui-Chen Chiuза его вклад в таксономию рода Xanthopimpla.

## Распространение
Вьетнам (Chu Yang Sin NP, Dak Lak Province).

## Описание
Среднего размера перепончатокрылые насекомые. Основная окраска жёлтая с небольшими чёрными пятнами. Длина тела 10 мм, переднего крыла 9 мм. Затылочная область чёрная; срединная черная отметина на среднеспинке соединяется сзади с чёрной отметиной впереди щитика; боковой край щитика высокий от основания до вершины; основание задних тазиков с чёрным пятном спереди; тергиты метасомы в редкой тонкой пунктировке, чёрные пятна на 3-м тергите почти непунктированы; нижняя створка яйцеклада с пятью невысокими вертикальными гребнями на вершине; ножны яйцеклада в 1,55 раза больше задней голени. Лимонно-жёлтый наездник; усики чёрные, наружная сторона скапуса, педицель, первые два жгутика жёлтые; чёрное глазковое поле доходит до лба и соединяется сзади с чёрным полем на заднем скате головы и в затылочном поле; среднеспинка с срединной чёрной отметиной удлиненная, соединяется сзади с чёрной отметиной впереди щитика, латеральная чёрная отметина срастается с латеральным гребнем среднеспинки; тегула сзади чёрная; проподеум с чёрной полосой в основании; средняя нога с базальными 0.2 и срединной частью голени, основание базитарсуса, четвёртый и пятый членики лапок чёрные; основание задних тазиков с черным пятном на передней стороне; вертлуг с чёрными отметинами, задние бедра с чёрными отметинами на передней и задней сторонах; задние голени в основании 0,2 чёрные, срединная часть задних голеней с чёрными отметинами спереди и сзади; задние лапки чёрные; крылья прозрачные, края затемненные, птеростигма и жилки темно-коричневые, кроме базальных 0.7 ребра желтоватые; тергиты 1-6 с чёрными пятнами, тергит 7 с чёрной перевязью. Предположительно, как и близкие виды паразитирует на гусеницах и куколках бабочек (Lepidoptera). Вид был впервые описан в 2011 году энтомологами из Вьетнама (Nhi Thi Pham; Institute of Ecology and Biological Resources, 18 Hoang Quoc Viet, Ханой, Вьетнам), Великобритании (Gavin R. Broad; Department of Entomology, Natural History Museum, Лондон, Великобритания), Японии (Rikio Matsumoto; Osaka Museum of Natural History, Осака, Япония) и Германии (Wolfgang J. Wägele; Zoological Reasearch Museum Alexander Koenig, Бонн, Германия). Xanthopimpla chiuae сходен с видом Xanthopimpla attenuata Townes & Chiu отличаясь по более длинному футляру яйцеклада (в 1,55 раза больше задней голени против 1,25 раза) и яйцекладу нормальных пропорций с пятью низкими апикальными гребнями. Кроме того, у нового вида более редкая, тонкая и мелкие пунктуры верхней половине мезоплевры, более густая точка на мезоскутуме и полностью чёрная задняя лапка.